# Euphorbia radians
Euphorbia radians — вид рослин із родини молочайних (Euphorbiaceae), зростає у Мексиці й півдні США.

## Опис
Це багаторічна трава з намистоподібним горбкуватим кореневищем. Стебла прямовисні, 5–20(30) см заввишки, зазвичай голі, зрідка запушені; гілки ± прямі. Листки чергові, від лінійно-ланцетних до еліптичних, 2–5 см, рідко-залозисто-зубчасті, гострі, адаксіально волосаті. Циатій у компактному суцвітті. Квітки білі, трояндові, червоні. Період цвітіння: весна, літо. Коробочка стиснено-куляста, 3.8–5 × 4–5 мм, 3-лопатева, гола або запушена. Насіння біле, строкате від коричневого до сірим, 4–4.6 × 2.4–3.2 мм, еліпсоїдне, закруглене в поперечному перерізі, гладко і широко щербате або борознисте.

## Поширення
Зростає у Мексиці й на півдні США (Аризона, Техас). Населяє сухі піщані луки, ялівцево-соснові ліси, дубові савани, пустельні луки та чагарники; на висотах 700–2500 метрів.